# Sensualidad (película)
Sensualidad es una película mexicana dirigida por Alberto Gout. Fue estrenado en 1951 y protagonizada por Ninón Sevilla y Fernando Soler. 

## Argumento
La rumbera Aurora (Ninón Sevilla), es sentenciada a dos años de prisión por su participación en un robo con su novio, el proxeneta "El Rizos" (Rodolfo Acosta). Una vez que sale de prisión, Aurora y "El Rizos" deciden vengarse del respetable juez Alejandro Luque (Fernando Soler), responsable de haberla enviado a prisión. El destino vuelve a juntar a Aurora y al juez, y ella decide utilizar todas sus armas femeninas para seducirlo. Sin imaginarse la trampa, el juez cae rendido ante los encantos de la perversa mujer, olvidándose de todo lo más importante para él: su familia, su profesión. El juez degenera al extremo de llegar a matar y a robar por estar junto a ella. Su hijo Raúl Luque (Rubén Rojo), comienza a investigar la situación, y al igual que su padre, cae rendido de amor por la perversa mujer.

## Reparto
- Ninón Sevilla ... Aurora Ruiz
- Fernando Soler ... Alejandro Luque
- Domingo Soler ... Comandante Santos
- Andrés Soler ... Martínez
- Andrea Palma ... Eulalia
- Rubén Rojo ... Raúl Luque
- Rodolfo Acosta ... "El Rizos"

## Comentarios
Sobre esta cinta, el periodista Raymond Borde escribió para la revista Postif: "En esta historia, Ninón Sevilla enloquece de lujuria nada menos que a don Fernando Soler, el prototipo del pater familias mexicano; hace con el lo que quiere: lo humilla, lo degrada, lo provoca sexualmente hasta tenerlo rendido a sus pies. A este hombre acaba por no importarle su rectitud, ni siquiera su familia. La frustración sexual desequilibra al hombre y lo convierte en un probable asesino; su destino es incierto".
Toda la película gira, por lo tanto, en torno a la come-hombres interpretada por Ninón Sevilla con desenvoltura, fuerza expresiva y buenas dosis de cínica vulgaridad. Escrita por el español Álvaro Custodio, los méritos técnicos de la película y sus logradas caracterizaciones convirtieron la película en un éxito que traspasó unas fronteras que nadie pensó rebasaría: la película se estrenó en Francia, donde obtuvo el reconocimiento de buena parte de la crítica. El Cine de rumberas, tan propio de México como lo sería años después el de luchadores enmascarados (pero éste con una calidad actoral y cinematográfica ínfima) alcanzaría en algunos años la atención de muchas plumas especializadas, y el mismo François Truffaut, todavía crítico de Cahiers du Cinéma, escribiría un dossier sobre este subgénero exótico exclusivo de México y tan empapado en sudores como en lágrimas.
El artista José Luis Cuevas expresó: "Ninón Sevilla puede llegar a las peores canalladas como en el caso de Sensualidad. En Aventurera primero es víctima, en Sensualidad no. Esto a los franceses les pareció surrealismo. No se como lo tradujeron, pero les encantó. Les pareció fabuloso a los franceses esta especie de Marqués de Sade para la moral burguesa".